# Carpino
Carpino – miejscowość i gmina we Włoszech, w regionie Apulia, w prowincji Foggia.
Carpino stanowi nieodłączną część regionu historyczno-geograficznego Gargano, który tworzy półwysep o takiej samej nazwie.
Głównymi dziedzinami gospodarki gminy są małe fabryki makaronu prowadzone przez rodowitych mieszkańców, przemysł tłuszczowy (oliwa) oraz małe rodzinne bary. Carpino należy do związku gmin górskich Gargano. W miasteczku znajdują się 2 kościoły oraz plac otoczony typowymi dla tego miejsca kamieniczkami. Na liście światowego dziedzictwa kulturowego UNESCO znajduje się tutejszy festiwal folklorystyczny, który co roku odbywa się tu w sierpniu.
Według danych na koniec 2018 roku gminę zamieszkiwało 4084  osób, a jej zagęszczenie ludności wynosiło 57,3 os./km².